# 牛柳

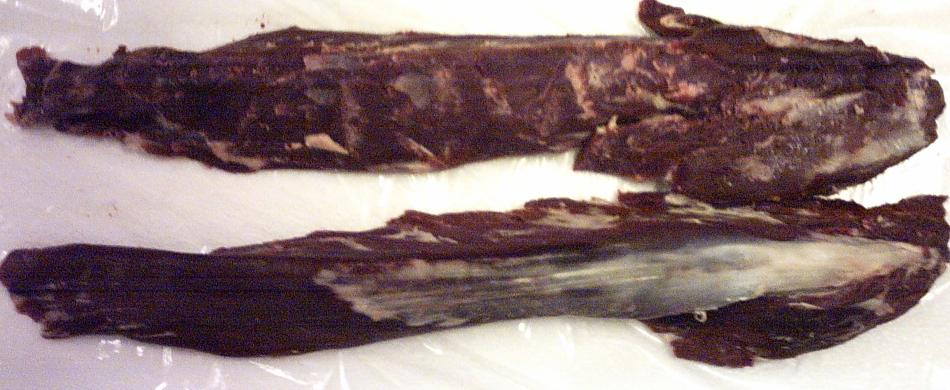
两条牛柳肉

牛柳（英語：beef tenderloin），也叫牛里脊、里脊，又称菲力（英語：fillet），是指从腰内侧沿耻骨前下方顺着腰椎紧贴横突切下的净肉，即牛的腰大肌。
牛柳是牛胴体肉的一部分，分割牛胴体时先剥去肾脂肪，然后沿耻骨前下方把里脊剔出，然后由里脊头向里脊尾，逐个剥离腰椎横突，便可取下完整的里脊。